# سایه‌روشن

جووانی بالیونه. عشق مقدس و عشق پست. ۱۶۰۲–۱۶۰۳، نمونه‌ای از به‌کارگیری کیاروسکورو در ترکیب‌بندی

کیاروسکورو (ایتالیایی: Chiaroscuro) یا سایه‌روشن (به انگلیسی: light-dark)، به‌کارگیری تضادهای شدید بین رنگسایه‌های تیره و روشن در نقاشی به شکلی است که نمود آن در ترکیب‌بندی کل اثر به چشم آید. کیاروسکورو اصطلاحی فنی برای بُعدبخشی با استفاده از تضادهای نوری در مدل‌سازی اجسام سه‌بعدی هم هست و علاوه بر آن در عکاسی و سینما نیز با کاربردی مشابه رواج دارد.

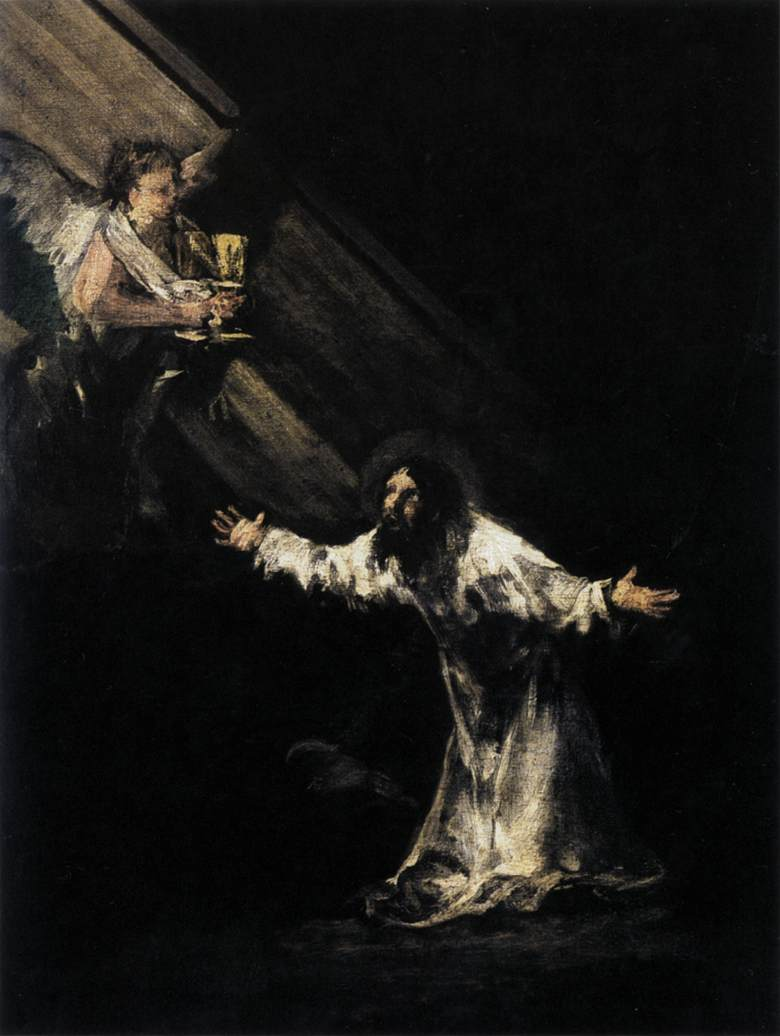
مسیح در کوه الیو ، فرانسیسکو گویا ، ۱۸۱۹ ، رنگ روغن بر تخته چوب

## تاریخچه
این اسلوب در روند تحول فن نقاشی رنگ روغنی در دوره رنسانس پدیدار شد و به خصوص در تابلوهای داوینچی و کاراواجو اهمیت پیدا کرد.
به طور کلی این اسلوب برای هنرمندانی که قصد داشتند طرح تجربی خود را تا مرحله نقاشی پیش ببرند بسیار اهمیت داشت.رامبراند یکی از استادان کیاروسکورو بود. در اکثر آثارش گروه‌های انسانی را با سایه‌های تیره نزدیک به هم نقاشی نموده و سپس آنها را در مقابل سطوحی که درجات روشن نه چندان متفاوتی باهم دارند قرار می‌داده‌است و برای جدا کردن اشکال کلی تنها از رنگهای سرد و گرم استفاده میکرده.
در سده هفدهم نقاشان اسپانیایی و هلندی تکنیک سایه روشن را با اغراق بیشتر و با رنگسایه‌های بسیار شدید در آثار خود استفاده کردند.از مهمترین هنرمندانی که این تکنیک را در قرن هفدهم رواج داد کاراواجو بود.

## نگارخانه

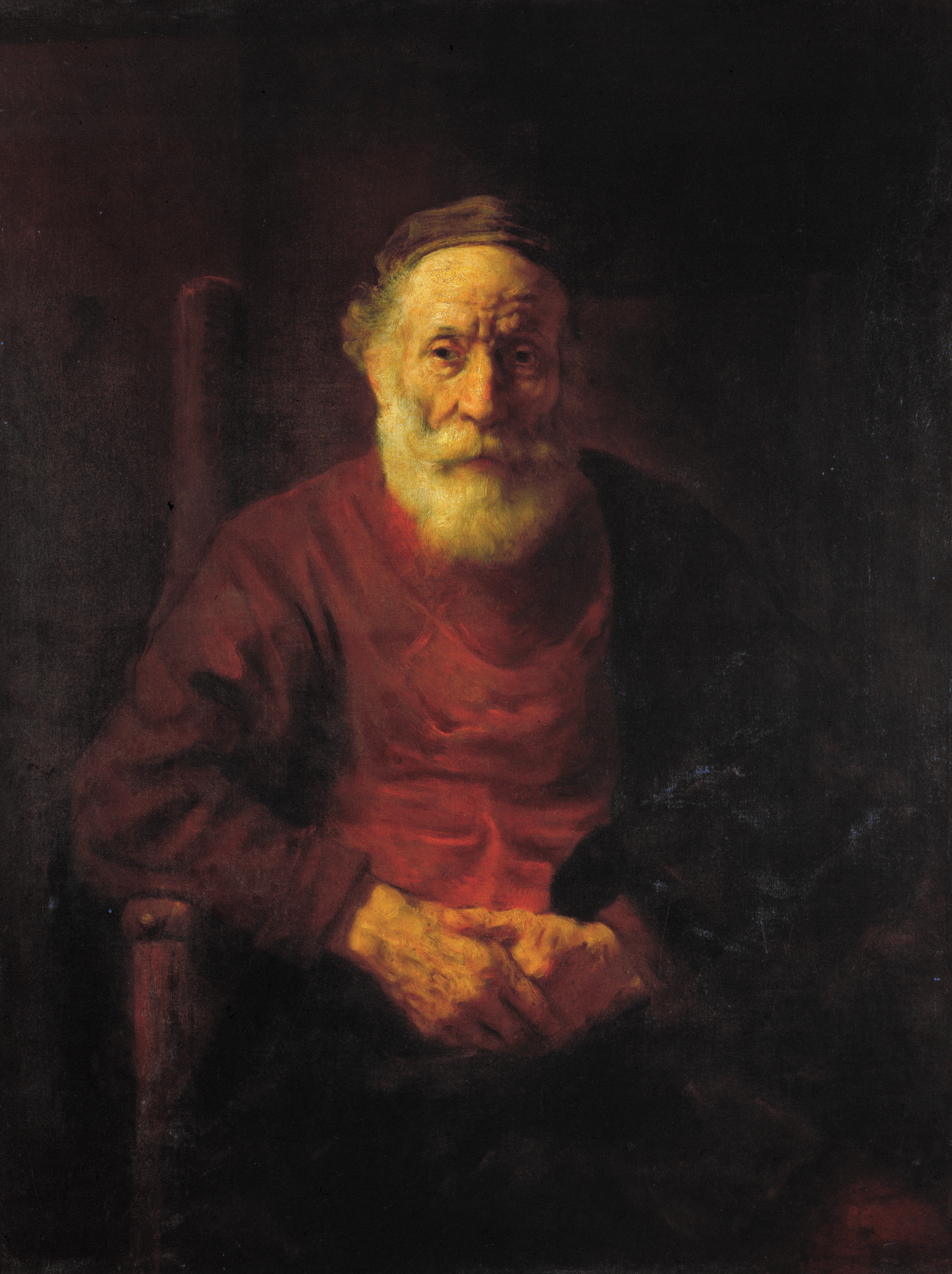
یک پیرمرد در لباس قرمز ، رامبراند
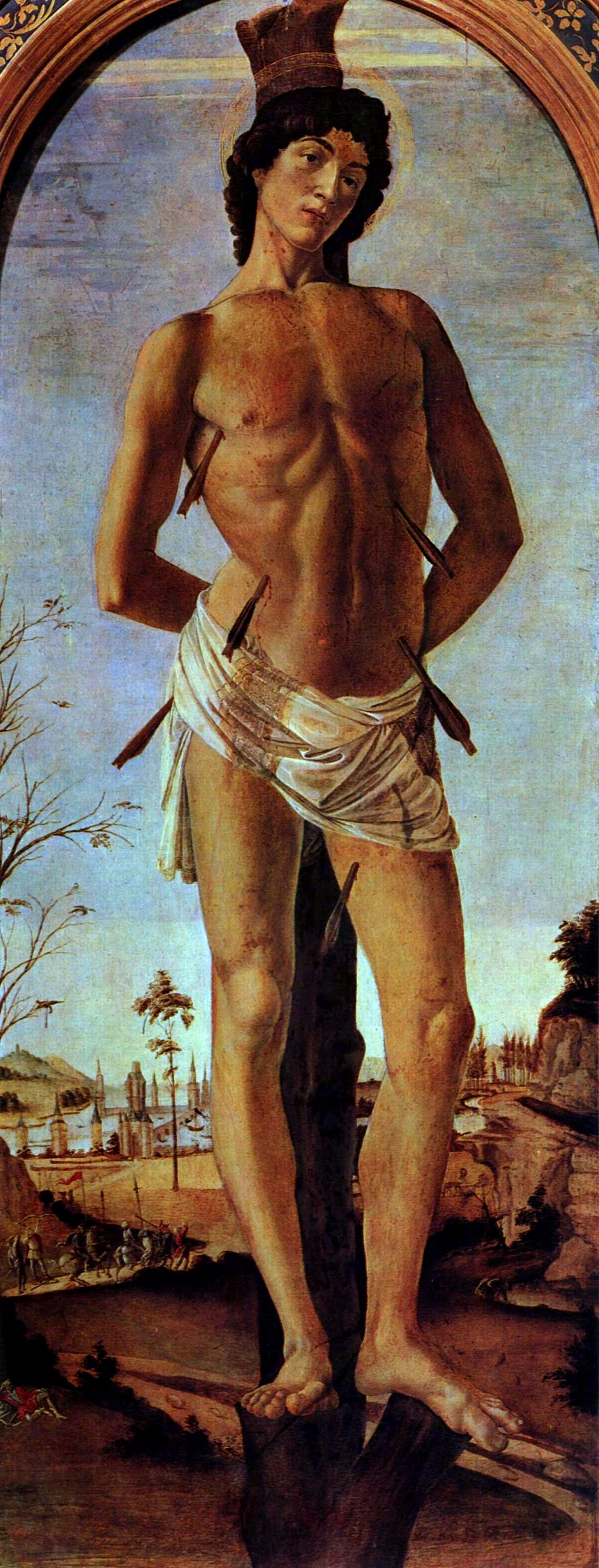
ساینت سباستین ، بوتیچلی،۱۴۷۴
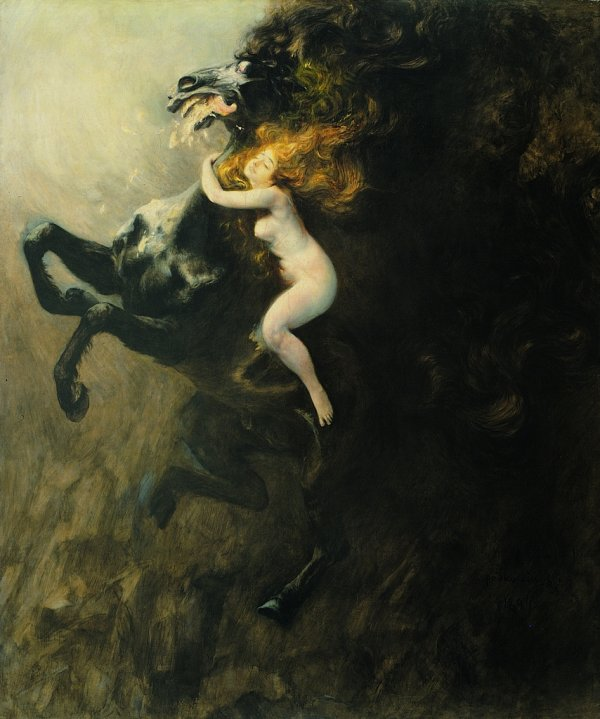
دیوانگی ، ولادیسلاو پودکووینسکی،۱۸۹۳